# Eucalyptus ambigua
Eucalyptus ambigua ist eine Pflanzenart innerhalb der Familie der Myrtengewächse (Myrtaceae). Sie kommt in Tasmanien vor und wird dort „Peppermint“, „Shining Peppermint“, „Shiny-leaved Peppermint“ oder „Smithton Peppermint“ genannt.

## Beschreibung

### Erscheinungsbild und Blatt
Eucalyptus ambigua wächst als Baum, der Wuchshöhen von bis zu 40 Meter erreicht, oder in der Wuchsform der Mallee-Eukalypten, dies ist eine Wuchsform, die mehr strauchförmig als baumförmig ist, es sind meist mehrere Stämme vorhanden, die einen Lignotuber ausbilden. Die Borke verbleibt am unteren Teil des Stammes, ist rau und kurzfasrig mit Fissuren in Längsrichtung und schält sich von den Ästen in langen Bändern. Die glatten Teile der jungen Borke sind gelb-grün und verwittern dann über weißlich-grau zu dunkelgrau.
Bei Eucalyptus ambigua liegt Heterophyllie vor. Die gegenständigen, sitzenden und an Ober- und Unterseite verschiedenfarbig blaugrünen oder grau-grünen Laubblätter an Sämlingen sind bei einer Länge von 4,5 bis 8,5 cm und einer Breite von 2,2 bis 5 cm eiförmig bis breit-lanzettlich. Die wechselständig angeordneten Laubblätter an jungen Exemplaren sind in Blattstiele und Blattspreite gegliedert. Ihre auf Ober- und Unterseite leicht verschiedenfarbig grau-grünen Blattspreite ist bei einer Länge von 6 bis 11 cm und einer Breite von 2,8 bis 7 cm ebenfalls eiförmig bis breit-lanzettlich. An mittelalten Exemplaren ist die auf Ober- und Unterseite gleichfarbig glänzend grüne Blattspreite bei einer Länge von 8,5 bis 15 cm und einer Breite von 1,7 bis 3 cm breit-lanzettlich. Die auf Ober- und Unterseite gleichfarbig glänzend grünen Blattspreiten an erwachsenen Exemplaren sind bei einer Länge von 6,5 bis 13 cm und einer Breite von 0,8 bis 1,7 cm lanzettlich bis schmal-lanzettlich, gerade und besitzen ein spitzes oberes Ende. Die Keimblätter (Kotyledone) sind nierenförmig.

### Blütenstand und Blüte
Seitenständig an einem bei einer Länge von 2 bis 8 mm im Querschnitt stielrunden oder leicht kantigen Blütenstandsschaft stehen in einem einfachen Blütenstand elf oder mehr Blüten zusammen. Soweit vorhanden, sind die Blütenstiele bis zu 4 mm lang. Die Blütenknospen sind bei einer Länge von 5 bis 6 mm und einem Durchmesser von etwa 3 mm keulenförmig. Die Kelchblätter bilden eine Calyptra, die bis zur Blüte (Anthese) vorhanden bleibt. Die Calyptra ist halbkugelig, oft auch bespitzt. Die Blütezeit reicht von Dezember bis Januar.

### Frucht und Samen
Die sitzende oder kurz gestielte Frucht ist bei einer Länge von 4 bis 8 mm und einem Durchmesser von 5 bis 9 mm halbkugelig oder verkehrt konisch und drei- bis fünffächrig. Der breite Diskus steht auf der Höhe des Randes oder ist leicht angehoben, die Fruchtfächer stehen auf der Höhe des Randes.
Der braunen Samen ist pyramidenförmig oder leicht pyramidenförmig. Das Hilum ist endständig.

## Vorkommen
Das natürliche Verbreitungsgebiet von Eucalyptus ambigua ist Tasmanien sowie die Inseln in der Bass-Straße. Auf den kleineren Inseln, auf mageren Sandböden und in größeren Höhenlagen wächst Eucalyptus ambigua vorwiegend in der Wuchsform der Mallee-Eukalypten.

## Systematik
A. R. Bean legte 2009 in Eucalyptus ambigua DC. (Myrtaceae), the correct name for the Smithson Peppermint of Tasmania. Muelleria, Volume 27, 2009, S. 227–229 Eucalyptus ambigua DC. als akzeptierten Namen fest. Davor wurde Eucalyptus nitida Hook.f. verwendet und so steht dieser Name in allen Quellen vor 2009. Die Erstbeschreibung von Eucalyptus ambigua erfolgte 1828 durch Augustin-Pyrame de Candolle in Prodromus Systematis Naturalis Regni Vegetabilis, 3, S. 219. Weitere Synonyme für Eucalyptus ambigua DC. sind: Eucalyptus amygdlina var. nitida (Hook.f.) Benth., Eucalyptus simmondsii Maiden, Eucalyptus australiana var. nitida (Hook.f.) Ewart.
Eucalyptus ambigua bildet mit Eucalyptus amygdalina eine natürliche Hybride.

## Nutzung
Das Kernholz von Eucalyptus ambigua ist hell und etwas weicher als das anderer Eukalypten, aber recht beständig. Es besitzt ein spezifisches Gewicht von etwa 980 kg/m³. Das Holz von Eucalyptus nitida wird oft als Bauholz für kleinere Konstruktionen eingesetzt.